# Коммунистическая партия Джерси
Коммунистическая партия Джерси (КПД, англ. Communist Party of Jersey) — левая политическая партия на острове Джерси. КПД была полуавтономной частью Коммунистической партии Великобритании.
Во время Второй мировой войны, когда Джерси находился под нацистской оккупацией, лидер КПД Норман Ле Брока руководил группой Сопротивления, называющейся Демократическое движение Джерси. Сопротивление помогало многим советским пленным, привезенным немцами на остров для принудительного труда. Демократическое движение Джерси, Коммунистическая партия Джерси, а также Профсоюз транспортных и неквалифицированных рабочих (Transport and General Workers’ Unio) распространяли антиоккупационную агитацию. Они вели пропаганду среди немецких солдат, призывая их к мятежу.
После войны Норман Ле Брока был избран депутатом в Джерси.
В 1966 году Ле Броку и 19 другим островитянам были вручены золотые часы от Советского Союза в знак благодарности за их роль в движении Сопротивления.
Ле Брок возглавлял комитет рыбного хозяйства вплоть до самой смерти.
В его честь было названо рыболовное судно. Существует также награда «Общественный Работник», названная в его честь.
В настоящее время о существовании Коммунистической партии Джерси ничего не известно. Скорее всего, она была расформирована.